# Ben Raleigh
Ben Raleigh (16 de junio de 1913, Nueva York – 26 de febrero de 1997, Hollywood) fue un letrista norteamericano, compositor de numerosos éxitos musicales.

## Trayectoria profesional
Raleigh es coautor de temas como "Dungaree Doll", "Wonderful, Wonderful", "Hold on Girl", "She's a Fool", "I Don't Wanna Be a Loser", "Laughing on the Outside (Crying on the Inside)", “Love is a Hurtin' Thing”, “Tell Laura I Love Her” y "That's How Heartaches Are Made". Sus canciones han sido grabadas por artistas como Eddie Fisher, Nat King Cole, Johnny Mathis, Aretha Franklin, Bobby Darin, The Monkees, Dinah Shore, Lesley Gore, Ray Peterson y Lou Rawls.  "Tell Laura I Love Her" alcanzó el número 1 de las listas de éxitos británicas en 1960. "Laughing on the Outside (Crying on the Inside)" se posicionó en el número 3 en Estados Unidos en 1946.
Raleigh compuso el tema para la serie animada Scooby-Doo, "Scooby-Doo, Where Are You".  Hanna-Barbera intentaron comparle los derechos de autor, pero Raleigh prefirió conservarlos.
Falleció durante un incendio doméstico en Los Ángeles en 1997.